# Silvia Sommerlath
Titre
Reine consort de Suède
Depuis le 19 juin 1976
(49 ans et 28 jours)
Signature
Silvia de Suède (en suédois : Silvia av Sverige), née Silvia Renate Sommerlath le 23 décembre 1943 à Heidelberg en Allemagne, est l'actuelle reine de Suède. Elle est l'épouse du roi Charles XVI Gustave et la mère de l'héritière au trône, la princesse Victoria.

## Biographie

### Naissance et famille
La reine Silvia est la fille de Walther Sommerlath (1901-1990), homme d'affaires allemand, président de la filiale brésilienne du groupe Böhler-Uddeholm après la Seconde Guerre mondiale ; ancien membre du Parti nazi, il a également été le directeur d'une entreprise confisquée à un juif. Sa mère est Alice Soares de Toledo (1906-1997), une Brésilienne descendante de colons portugais établis au Brésil au XVIe siècle. Elle a trois frères, Ralf (1929), Walther-Ludwig (1934-2020) et Jörg (1941-2006), qui vit en France et au Luxembourg.
Ses grands-parents maternels sont Artur Floriano de Toledo (1873-1935), à la fois descendant du roi Denis Ier de Portugal – par sa maîtresse Maria Peres de Enxara – et de bandeirantes paulistes, et son épouse Elisa Novais Soares (1881-1928).
Elle naît à Heidelberg, en Allemagne, pendant la Seconde Guerre mondiale. Après la guerre, elle et sa famille déménagent au Brésil, à São Paulo, entre 1947 et 1957, avant de revenir en Allemagne. Elle a ainsi les trois nationalités, allemande, brésilienne, et suédoise.

### Carrière professionnelle
Avant son mariage avec le roi de Suède, Silvia Sommerlath travaille au consulat d'Argentine à Munich, qui en 1972 accueille les Jeux olympiques d'été. Elle y est hôtesse et y rencontre le futur roi, alors prince héritier. Aux Jeux olympiques d'hiver de 1976, à Innsbruck en Autriche, elle est chef du protocole. Elle est aussi, mais très brièvement, hôtesse de l'air.
Silvia Sommerlath est une interprète confirmée et parle six langues, le suédois, ses langues maternelles l'allemand et le portugais, le français, l'espagnol et l'anglais. Elle maîtrise également la langue des signes.

### Reine consort de Suède

#### Mariage et célébrations
Après le décès du roi Gustave VI Adolphe, le 15 septembre 1973, son petit-fils, le prince Charles-Gustave devient roi sous le nom de Charles XVI Gustave, son père, le prince héritier Gustave-Adolphe, duc de Västerbotten, étant mort en 1947 dans un accident d'avion au Danemark.
Le roi et Silvia Sommerlath annoncent leur union le 12 mai 1976 et se marient un mois plus tard, le 19 juin, dans la Cathédrale de Stockholm, aussi appelée la Storkyrkan. C'est alors le premier mariage d'un monarque suédois en exercice depuis 1797, quand Gustave IV Adolf épousa Frédérique de Bade cinq ans après son accession au trône de Suède. La décision de Charles XVI Gustave de se marier après le décès de son grand-père, Gustave VI Adolphe, aurait été motivée par sa volonté de conserver ses droits au trône, connaissant l'inflexibilité du précédent roi (dont l'autorisation, pour toutes noces princières suédoises, était incontournable) concernant les règles d'égalité matrimoniale et dynastique pour lesquelles il était impossible, jusque-là, à un prince de Suède d'épouser une roturière.
C'est aussi la raison pour laquelle l'oncle de Charles XVI Gustave, le prince Bertil de Suède, deuxième dans l'ordre de succession au trône, ne s'était pas mariée avec sa compagne Lilian Davies, une roturière galloise divorcée (ex-Mme Ivan Craig), du vivant du roi Gustave VI Adolphe, afin de conserver ses droits au trône et pour pouvoir assurer une régence en cas de minorité du roi Charles XVI Gustave. Après plusieurs années de vie commune et secrète avec Lilian Davies, il l'épouse le 7 décembre 1976 avec l'autorisation de son neveu, le roi Charles XVI Gustave, conservant ainsi l'usage de ses droits de succession.
La veille de la célébration du mariage de Silvia Sommerlath avec le roi Charles XVI Gustave, le groupe de pop ABBA, alors au sommet de sa popularité, interprète à l'opéra royal de Stockholm une toute nouvelle chanson retransmise à la télévision et, dit-on, composée en hommage à la future reine et qui fera histoire : Dancing Queen. Ce titre, dont les enregistrements ont commencé un an auparavant, n'est, contrairement à la légende, pas composé initialement pour Silvia. Néanmoins, le groupe, portant costumes et perruques baroques, dédie le morceau à celle qui était encore, pour quelques heures, la fiancée du roi. Ce titre à succès sortira sur l'album Arrival qui se vendra à plus de dix millions d'exemplaires dans le monde.

#### Relations avec les médias

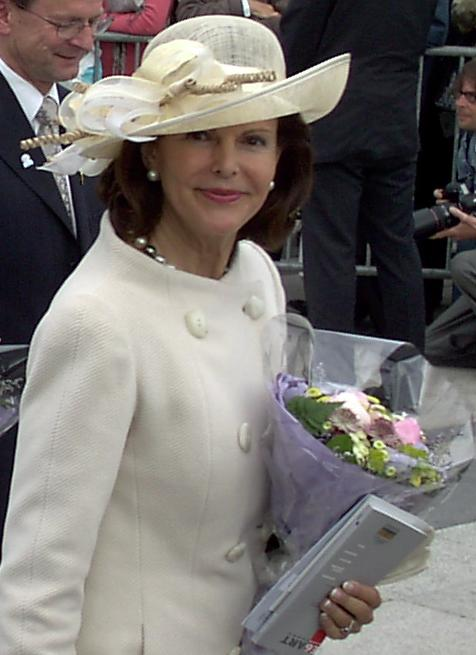
La reine à la cérémonie du centenaire de la fin de l'union suédo-norvégienne.

Bien qu'assez réfractaire à l'idée d'avoir une reine roturière, la presse suédoise a rapidement commencé à publier des articles admiratifs sur Silvia Sommerlath, insistant sur le fait qu'elle s'était pliée aux attentes des Suédois sur le rôle qu'elle devait tenir. Le journal suédois Svenska Dagbladet, note en 1994, à l'occasion du cinquantième anniversaire de la reine, qu'elle a réanimé la popularité de la monarchie : « Avec Silvia, la république est morte ».
En 2003, la reine Silvia confie à un journaliste suédois qu'elle et la famille royale voudraient être encore plus en contact avec le monde de la presse. Hélas, les magazines de la presse people, montrant par exemple des montages de sa fille, la princesse Madeleine, avec un « bébé secret », publiées dans le magazine allemand Frau mit Herz, l'ont rendue plus prudente. Comme elle le confie à l'agence de presse suédoise TT : « Si une personne vous blesse, la réaction naturelle est de se retirer. C'est triste, parce que je pense vraiment que nos enfants sont à l'aise et ouverts dans leur rapport aux autres et aux journalistes ».
En 2002, la reine est sujette à une polémique concernant son père. En effet, l'Organisation centrale des ouvriers de Suède, un groupe anarcho-syndicaliste, révèle dans son journal Arbetaren qu'elle a trouvé dans des archives allemandes que le père de la reine, Walther Sommerlath, avait adhéré à une aile étrangère du Parti national-socialiste allemand, le NSDAP/AO, en 1934, alors qu'il vivait au Brésil et travaillait pour une compagnie d'aciérie allemande. Son numéro de carte du parti est no 3592030. Des rumeurs avaient alors déjà circulé sur sa vie durant la Seconde Guerre mondiale, plus particulièrement lorsque la relation de sa fille avec le futur roi de Suède avait été rendue publique. Mais jusqu'à sa mort, en 1990, l'homme d'affaires a toujours nié tout rapprochement avec les nationaux-socialistes allemands. Pourtant, une étude de dossiers publiée par le journal The Scotsman le 20 juillet 2002, révèle qu'en 1938, il était devenu propriétaire d'une aciérie qui a participé à l'effort de guerre allemand, incluant notamment des Panzer et des masques à gaz. Il convient pourtant d'insister sur le fait que son travail pour une entreprise allemande située à l'autre bout du monde ne semble pas l'avoir conduit à adhérer aux idéaux nationaux-socialistes, son engagement politique étant resté réduit à posséder la carte du parti. À la suite de cette polémique, un porte-parole du palais déclare : « le père de la reine n'a jamais fait partie de la famille royale et donc je n'ai aucun commentaire ».

#### Engagement caritatif
La reine Silvia est engagée dans nombre d'organisations caritatives mais plus particulièrement dans celles luttant pour les enfants défavorisés ; elle a notamment fait plusieurs discours sur les droits de l'homme et l'exploitation sexuelle des enfants. Elle est la cofondatrice de la World Childhood Foundation, en 1999. Elle s'est aussi engagée pour la lutte contre les handicaps, plus particulièrement avec les fonds de son jubilé ; en 1990, elle est décorée du prestigieux prix allemand Deutscher Kulturpreis, pour son travail. La reine est également membre honoraire du The Mentor Foundation International, qui lutte contre l'usage des drogues par les adolescents et les jeunes adultes. Elle est la marraine du Fonds de la reine Silvia, géré par la World Scout Foundation pour les scouts infirmes. Elle est également membre du Comité honoraire du Centre international pour enfants disparus et sexuellement exploités.
Son engagement envers les personnes souffrant de démence ou étant en fin de vie lui a aussi apporté un certain respect. Sur son initiative, le Silviahemmet est créé à Stockholm. C'est un centre d'éducation pour aider le personnel hospitalier à travailler avec des malades souffrant de démence.
La reine a également évoqué le fait que le roi Charles XVI Gustave souffre de dyslexie. Longtemps, ce n'était qu'une rumeur mais des journalistes avaient remarqué qu'en 1973, alors qu'il visitait une mine de charbon, il avait mal épelé son nom. La chose s'était reproduite à maintes reprises. Dans un entretien à la télévision suédoise, en 1997, elle admet publiquement le problème : « Quand il était petit, les gens ne faisaient pas attention à ce problème. Il n'a pas été aidé quand il en avait besoin ».
Pour son engagement en faveur des enfants en difficulté, elle est décorée en mai 2015 par la fondation européenne de la culture Pro Europa de son prix annuel « Pro Humanitate ».

## Décorations

### Nationales
- Chevalier de l'ordre des Séraphins

### Étrangères
- Grand-croix classe spéciale de l'ordre du Mérite de la République fédérale d'Allemagne[6]
  -  Ordre du Mérite de Bade-Wurtemberg
  -  Ordre du Mérite de Bavière[7]
- Grand-croix de l'ordre du Libérateur Général San Martin (Argentine)[8]
- Grande étoile de l'ordre du Mérite (Autriche)[9]
- Grand cordon de l'ordre de Léopold (Belgique)[10]
- Grand-croix de l'ordre de la Croix du Sud (Brésil)
- Membre 1re classe de l'ordre de la famille de Laila Utama (Brunei)[11]
- Grand-croix de l'ordre de la Montagne des Balkans (Bulgarie)
- Grand-croix de l'ordre de Bernardo O'Higgins (Chili)[12]
- Grand-croix du grand ordre de la Reine Jelena (Croatie)
- Dame chevalier avec collier de l'ordre de l'Éléphant[13] (3 septembre 1985, Danemark)
- Récipiendaire de la médaille d'argent de l'anniversaire de la reine Margrethe II et du prince Henrik (Danemark)
- Membre 1re classe de l'ordre de la Croix de Terra Mariana (Estonie)
- Membre 1re classe de l'ordre de l'Étoile blanche (Estonie)[14]
- Grand-croix avec collier de l'ordre de la Rose blanche (Finlande)[15]
- Grand-croix de la Légion d'honneur (France)
- Grand-croix de l'ordre national du Mérite (France)[16]
- Grand-croix de l'ordre de l'Honneur (Grèce)[17]
- Grand-croix de l'ordre du Mérite hongrois (Hongrie)
- Grand-croix de l'ordre du Faucon (Islande)
- Chevalier grand-croix de l'ordre du Mérite de la République italienne‎[18]
- Grand-croix de l'ordre de la Couronne précieuse (Japon)[19]
- Grand cordon de l'ordre Suprême de la Renaissance (Jordanie)
- Commandeur grand-croix de l'ordre des Trois Étoiles (Lettonie)[20]
- Grand-croix de l'ordre de la Croix de la Reconnaissance (Lettonie)
- Grand-croix de l'ordre de Vytautas le Grand (Lituanie)
- Grand-croix de l'ordre du Mérite de Lituanie
- Dame de l'ordre du Lion d'or de la maison de Nassau (Luxembourg)[21]
- Membre de l'ordre de la Couronne du Royaume (Malaisie)[22]
- Grand-croix de l'ordre de l'Aigle aztèque (Mexique)
- Grand-croix de l'ordre du Lion néerlandais (Pays-Bas)[23]
- Grand-croix de l'ordre de Saint-Olaf (Norvège)[24]
- Récipiendaire de la médaille d'argent du jubilé du roi Harald V
- Chevalier de l'ordre de l'Aigle blanc (Pologne)
- Grand-croix de l'ordre du Christ (Portugal)[25]
- Grand-croix de l'ordre de l'Infant Dom Henri (Portugal)
- Grand-croix de l'ordre de l'Étoile (Roumanie)[26]
- Récipiendaire de la médaille pour Mérites exceptionnels (Slovénie)
- Grand-croix de l'ordre du Mérite du service diplomatique (Corée du Sud)[27]
- Grand-croix de l'ordre d'Isabelle la Catholique (Espagne)
- Grand-croix de l'ordre de Charles III (Espagne)[28]
- Grand-croix de l'ordre de la Chula Chom Klao (Thaïlande)[29]
- Médaille de la citation des Boy Scout (Thaïlande)
- Grand-croix de l'ordre du Mérite (Tunisie)[30]
- Grand-croix de l'ordre du prince Iaroslav le Sage (Ukraine)
- Récipiendaire de la médaille Benemerenti (Vatican)

## Descendance

### Enfants
Le roi et la reine de Suède ont trois enfants :
- la princesse héritière Victoria, duchesse de Västergötland (née le 14 juillet 1977 à Stockholm), qui a épousé Daniel Westling ;
- le prince Carl Philip, duc de Värmland (né le 13 mai 1979 à Stockholm), qui a épousé Sofia Hellqvist ;
- la princesse Madeleine, duchesse de Hälsingland et de Gästrikland (née le 10 juin 1982 au château de Drottningholm), qui a épousé Christopher O'Neill.

### Petits-enfants
Le roi et la reine de Suède ont neuf petits-enfants :
- la princesse Estelle Silvia Ewa Mary, duchesse d'Östergötland (2012), fille de la princesse héritière Victoria et du prince Daniel ;
- la princesse Leonore Lilian Marie, duchesse de Gotland (2014), fille de la princesse Madeleine ;
- le prince Nicolas Paul Gustaf, duc d'Ångermanland (2015), fils de la princesse Madeleine ;
- le prince Oscar Carl Olof (2016), duc de Scanie, fils de la princesse héritière Victoria et du prince Daniel ;
- le prince Alexander Erik Hubertus Bertil (2016), duc de Södermanland, fils du prince Carl Philip et de la princesse Sofia ;
- le prince Gabriel Carl Walther, duc de Dalécarlie (2017), fils du prince Carl Philip et de la princesse Sofia ;
- la princesse Adrienne Joséphine Alice, duchesse de Blekinge (2018), fille de la princesse Madeleine ;
- le prince Julian Herbert Folke, duc de Halland (2021), fils du prince Carl Philip et de la princesse Sofia ;
- la princesse Ines Marie Lilian Silvia, duhesse de Västerbotten (2025), fille du prince Carl Philip et de la princesse Sofia.